# Четырёхглавая мышца бедра
Четырёхгла́вая мы́шца бедра́ (квадри́цепс, лат. musculus quadriceps femoris) занимает всю переднюю и отчасти боковую поверхность бедра. Состоит из четырёх головок.

## Головки четырёхглавой мышцы бедра
Каждая из головок имеет своё начало, но, подойдя к области колена, все они переходят в общее сухожилие, которое охватывает надколенник и прикрепляется к бугристости большеберцовой кости.

### Прямая мышца бедра
Прямая мышца бедра (musculus rectus femoris) наиболее длинная из всех головок мышцы. Состоит из двух головок: прямая головка (caput rectum (A04.7.02.019)) и загнутая головка (caput reflexum (A04.7.02.020)). Занимает переднюю поверхность бедра. Начинается тонким сухожилием от нижней передней ости и надвертлужной борозды подвздошной кости. В самом начале прикрыта мышцей, напрягающей широкую фасцию бедра и портняжной мышцей. Направляется вниз и переходит в узкое сухожилие, которое входит в состав общего сухожилия четырёхглавой мышцы. Достигнув большеберцовой кости сухожилие прикрепляется к большеберцовой бугристости. Ниже надколенника оно называется «связкой надколенника» (ligamentum patellae).

### Медиальная широкая мышца бедра
Медиальная широкая мышца бедра (musculus vastus medialis) занимает переднемедиальную поверхность нижней половины бедра. Мышца берёт начало от медиальной губы шероховатой линии бедренной кости и, направляясь вниз, переходит в широкое сухожилие, которое частично вплетается в широкое сухожилие вместе с прямой мышцей бедра, а частично прикрепляется к медиальному краю надколенника, образуя медиальную поддерживающую связку надколенника. Таким образом образующие мышцу пучки направлены косо сверху вниз и изнутри наперёд.

### Латеральная широкая мышца бедра
Латеральная широкая мышца бедра (musculus vastus lateralis) занимает почти всю переднелатеральную поверхность бедра. Сверху она несколько прикрыта мышцей, напрягающей широкую фасцию, а спереди — прямой мышцей бедра. Мышца начинается от большого вертела, межвертельной линии и латеральной губы шероховатой линии бедра. Направляясь вниз, мышца переходит в широкое сухожилие, которое входит в состав общего сухожилия четырёхглавой мышцы и участвует в образовании латеральной поддерживающей связки надколенника.

### Промежуточная широкая мышца бедра
Промежуточная широкая мышца бедра (musculus vastus intermedius) располагается на передней поверхности бедра между медиальной и латеральной широкими мышцами бедра, непосредственно под прямой мышцей бедра. Является наиболее слабой среди остальных головок. Начинается на передней поверхности бедренной кости — от межвертельной линии и, направляясь вниз, переходит (почти на половине своей длины) в широкое сухожилие, которое в дистальном отделе присоединяется к сухожилию прямой мышцы бедра, переходя в общее сухожилие четырёхглавой мышцы.

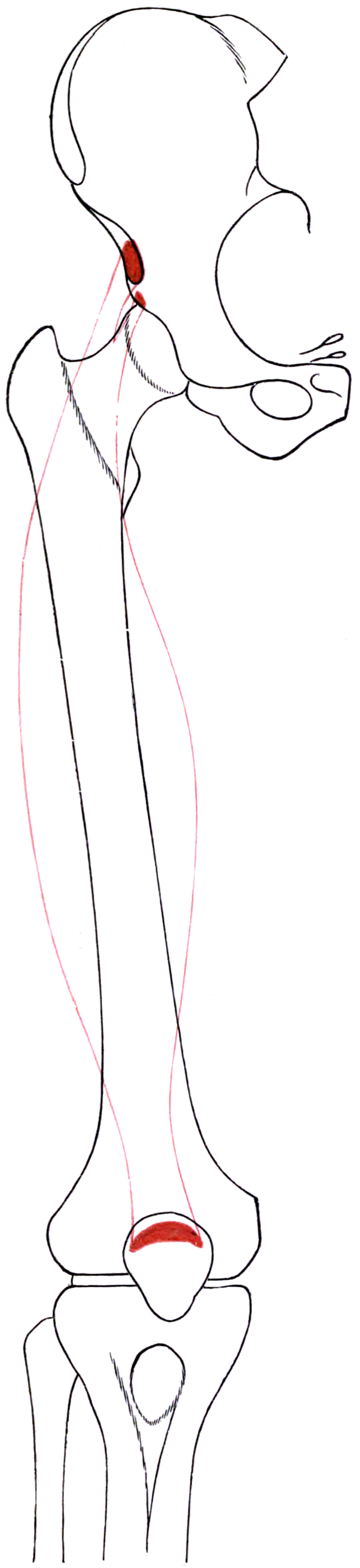
Места прикрепления и проекция расположения правой прямой мышцы бедра
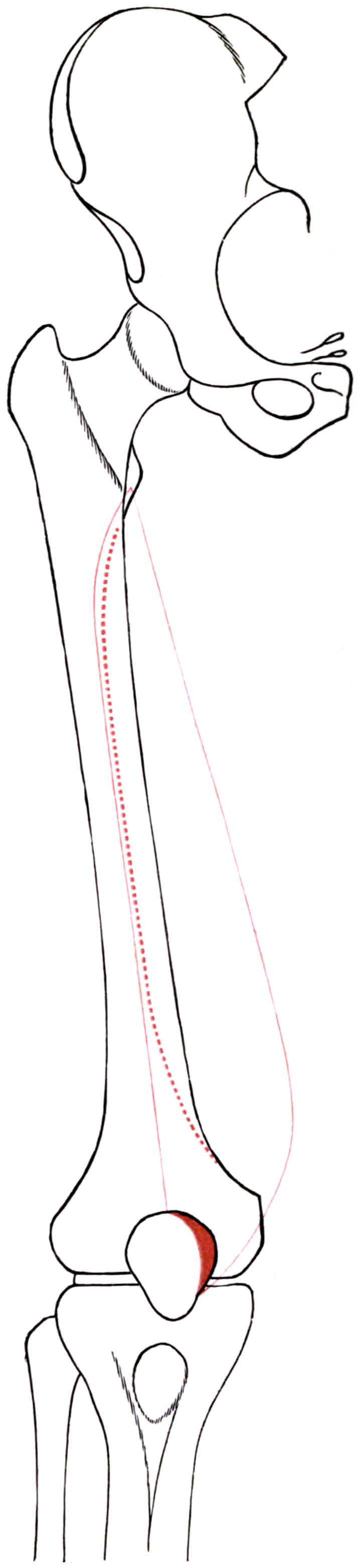
Места прикрепления и проекция расположения правой медиальной широкой мышцы бедра
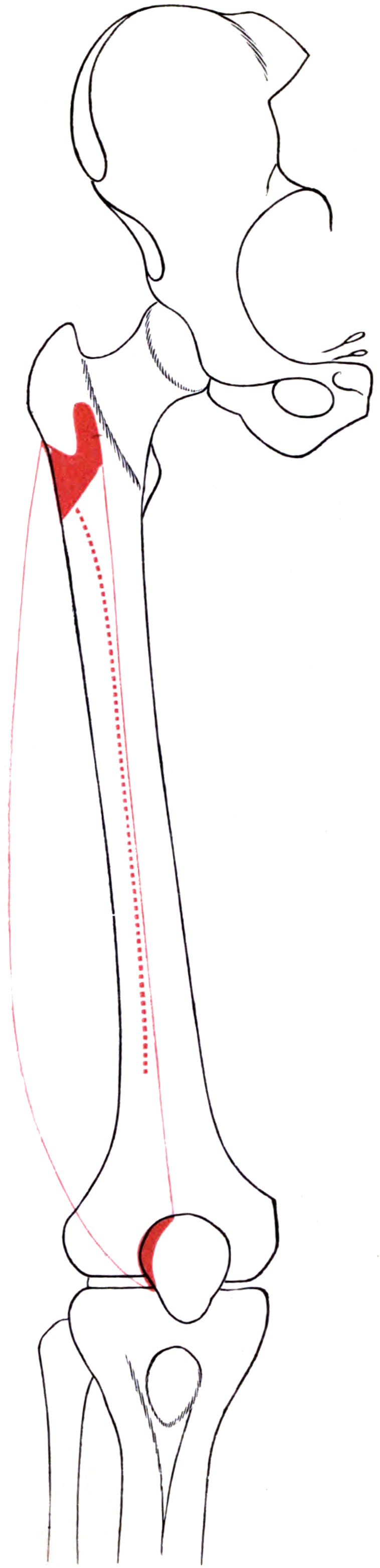
Места прикрепления и проекция расположения правой латеральной широкой мышцы бедра
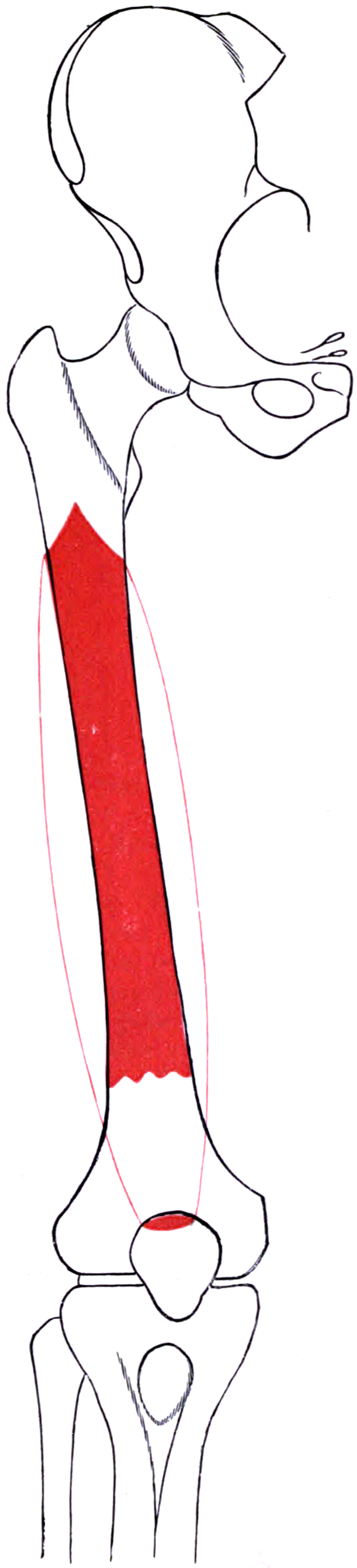
Места прикрепления и проекция расположения правой промежуточной широкой мышцы бедра

Прямые мышцы бедра
Медиальные широкие мышцы бедра
Латеральные широкие мышцы бедра
Промежуточные широкие мышцы бедра
Взаиморасположение головок четырёхглавых мышц бёдер

## Функция
Разгибает голень в коленном суставе. Прямая мышца бедра, перекидывающаяся через тазобедренный сустав, принимает участие в сгибании бедра, притягивает бедренную кость к подвздошной кости, способствует удержанию головки бедренной кости внутри вертлужной впадины (acetabulum).